# Xiphorhynchus lachrymosus
Xiphorhynchus lachrymosus là một loài chim trong họ Furnariidae.